# Grimancelos
Grimancelos é uma povoação portuguesa do Município de Barcelos que foi sede da extinta Freguesia de Grimancelos, freguesia que tinha 3,03 km² de área e 791 habitantes (2011), e, por isso, uma densidade populacional de 261,1 hab/km².
A Freguesia de Grimancelos foi extinta em 2013, no âmbito de uma reforma administrativa nacional, tendo sido agregada às freguesias de Viatodos, Minhotães e Monte de Fralães, para formar uma nova freguesia denominada União das Freguesias de Viatodos, Grimancelos, Minhotães e Monte de Fralães com sede em Viatodos.

## População
| População da freguesia de Grimancelos (1864 – 2011) | População da freguesia de Grimancelos (1864 – 2011) | População da freguesia de Grimancelos (1864 – 2011) | População da freguesia de Grimancelos (1864 – 2011) | População da freguesia de Grimancelos (1864 – 2011) | População da freguesia de Grimancelos (1864 – 2011) | População da freguesia de Grimancelos (1864 – 2011) | População da freguesia de Grimancelos (1864 – 2011) | População da freguesia de Grimancelos (1864 – 2011) | População da freguesia de Grimancelos (1864 – 2011) | População da freguesia de Grimancelos (1864 – 2011) | População da freguesia de Grimancelos (1864 – 2011) | População da freguesia de Grimancelos (1864 – 2011) | População da freguesia de Grimancelos (1864 – 2011) | População da freguesia de Grimancelos (1864 – 2011) |
| --------------------------------------------------- | --------------------------------------------------- | --------------------------------------------------- | --------------------------------------------------- | --------------------------------------------------- | --------------------------------------------------- | --------------------------------------------------- | --------------------------------------------------- | --------------------------------------------------- | --------------------------------------------------- | --------------------------------------------------- | --------------------------------------------------- | --------------------------------------------------- | --------------------------------------------------- | --------------------------------------------------- |
| 1864                                                | 1878                                                | 1890                                                | 1900                                                | 1911                                                | 1920                                                | 1930                                                | 1940                                                | 1950                                                | 1960                                                | 1970                                                | 1981                                                | 1991                                                | 2001                                                | 2011                                                |
| 335                                                 | 365                                                 | 388                                                 | 376                                                 | 428                                                 | 413                                                 | 458                                                 | 529                                                 | 558                                                 | 678                                                 | 692                                                 | 847                                                 | 863                                                 | 861                                                 | 791                                                 |

## Personalidades ilustres
- Barão de Grimancelos